# 拉东和沙庞迪
拉东和沙庞迪（法語：Raddon-et-Chapendu，法語發音：[ʁadɔ̃ e ʃapɑ̃dy]）是法国上索恩省的一个市镇，属于吕尔区。

## 地理
拉东和沙庞迪（47°50'30"N, 6°28'16"E）面积12.5 平方千米，位于法国勃艮第-弗朗什-孔泰大區上索恩省，该省份为法国东部内陆省份，北起顺时针与孚日省、贝尔福地区省、杜省、汝拉省、科多尔省和上马恩省接壤。
与拉东和沙庞迪接壤的市镇（或旧市镇、城区）包括：阿马日、布勒绍特、弗鲁瓦德孔什、圣布雷松、富日罗勒-圣瓦尔贝。

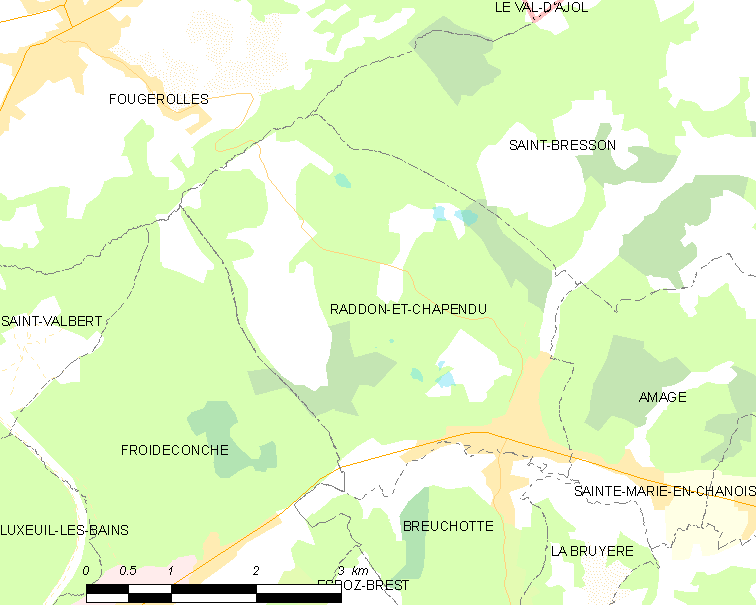
拉东和沙庞迪的OSM定位图

拉东和沙庞迪的时区为UTC+01:00、UTC+02:00（夏令时）。

## 行政
拉东和沙庞迪的邮政编码为70280，INSEE市镇编码为70435。

## 政治
拉东和沙庞迪所属的省级选区为梅利塞县。

## 人口

1962-2008年间拉东和沙庞迪人口变化图示

拉东和沙庞迪于2022年1月1日时的人口数量为852人。